# نبرد میسلون
جنگ میسلون این جنگ بین نیروهای داوطلب سوری به رهبری وزیر وقت جنگ سوریه یوسف العظمه از یک سو و ارتش فرانسه به رهبری هانری گورو از سوی دیگر در میسلون منطقه‌ای در نزدیکی دمشق در تاریخ ۲۴ ژانویه ۱۹۲۰ برپا شد. در این جنگ یوسف العظمه با ۳۰۰۰ نفر داوطلب سوری و کم سلاح نتوانست در مقابل ۹۰۰۰ نفر فرانسوی مجهز به جنگنده و تانک مقاومت کند. و دیری نپایید که ارتش سوریه در این جنگ شکست خورد. تلفات این جنگ ۴۰۰ کشته و هزار زخمی برای سوریه و ۴۲ کشته و ۱۵۴ زخمی برای فرانسه برجا گذاشت.